# 蒙伯农广场公园
蒙伯农广场公园（法语：Esplanade de Montbenon）位于瑞士洛桑的市中心，弗隆（Flon）以南。
这里有蒙伯农法庭（曾为瑞士联邦法院所在地）、蒙伯农赌场（建于1908年，现在是瑞士电影资料馆），以及威廉·泰尔小教堂及威廉·泰尔雕像，由安东尼·梅西耶雕刻。

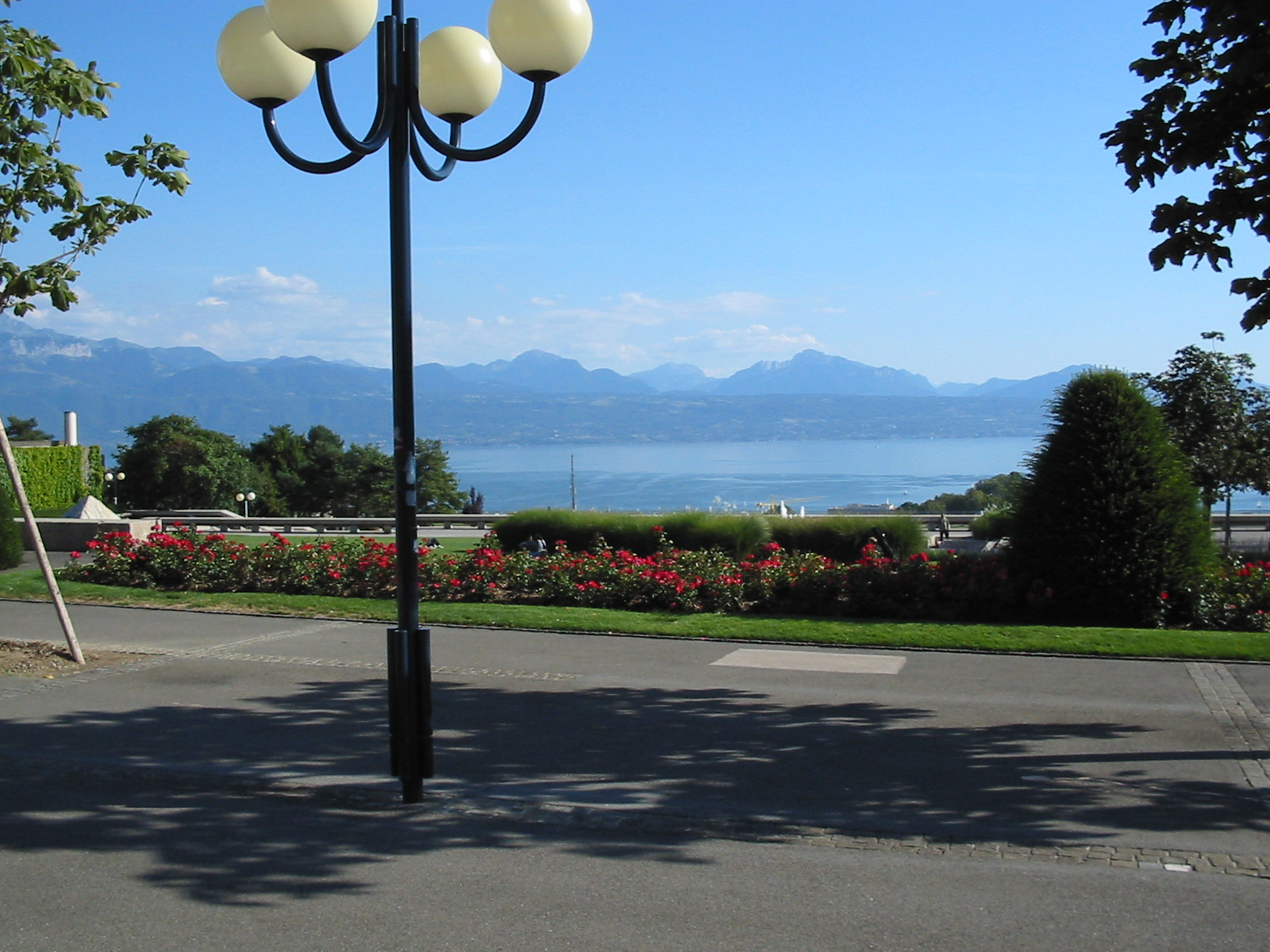
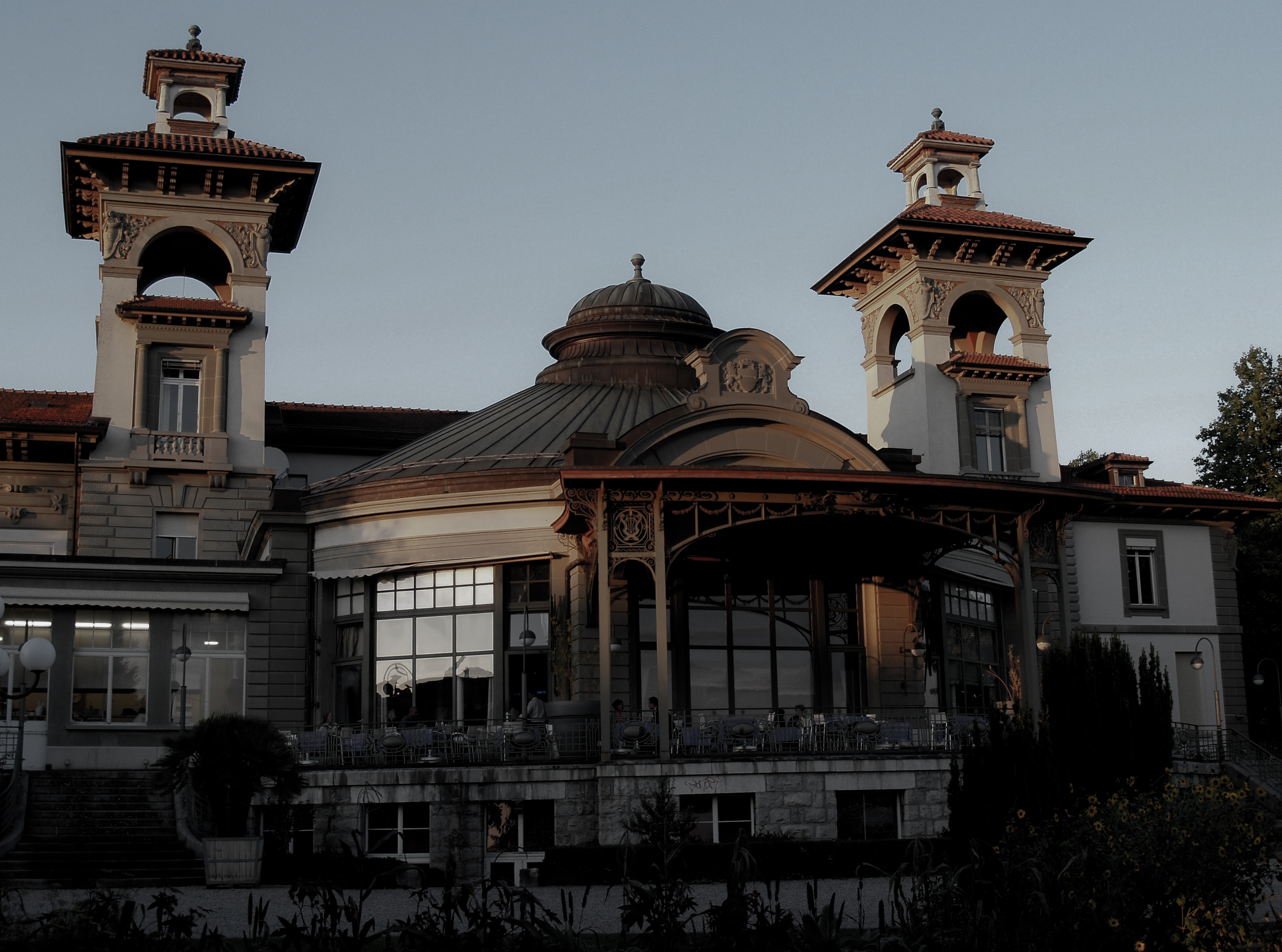
蒙伯农赌场
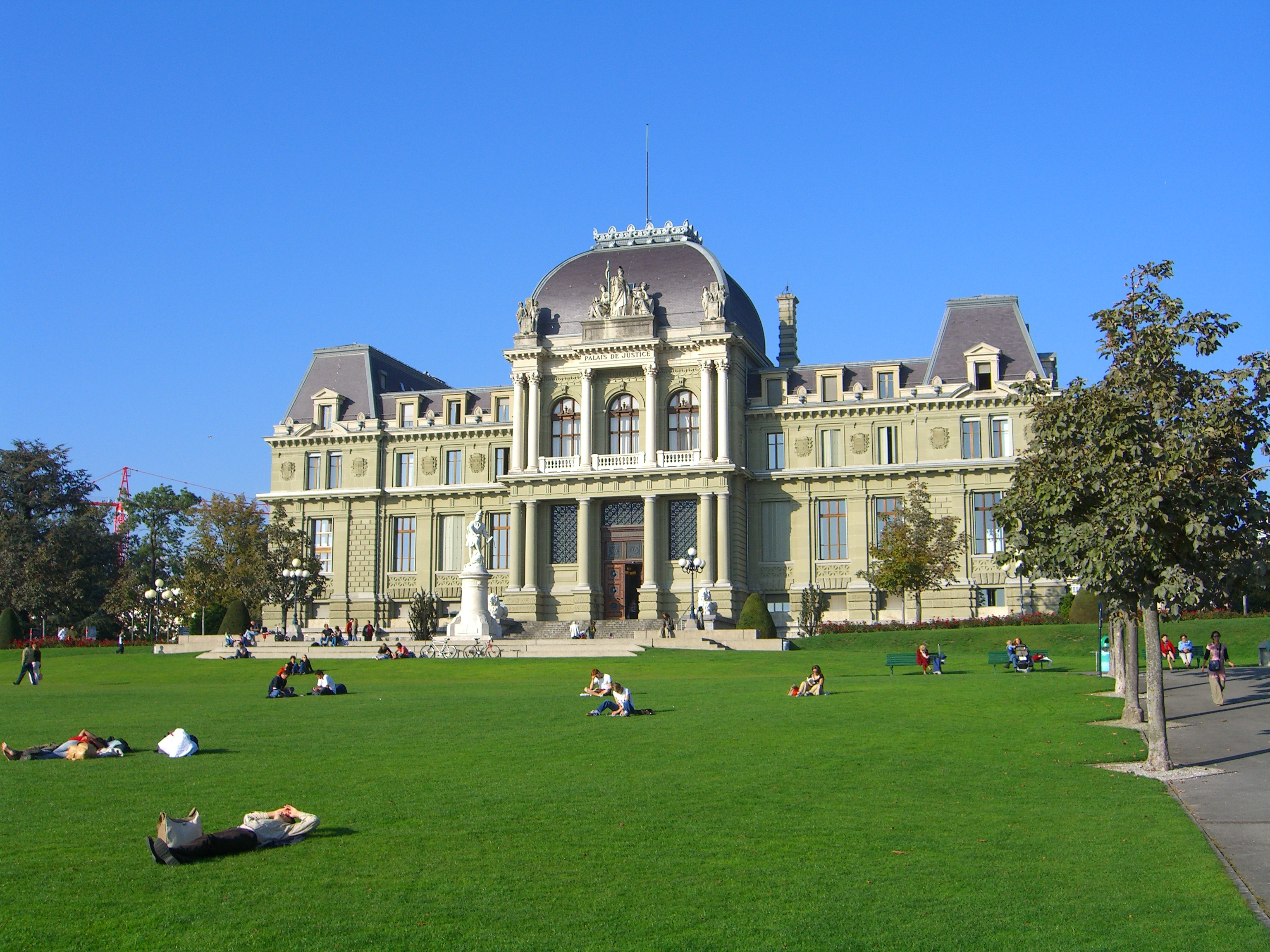
蒙伯农法庭